# Anneliese Friedmann

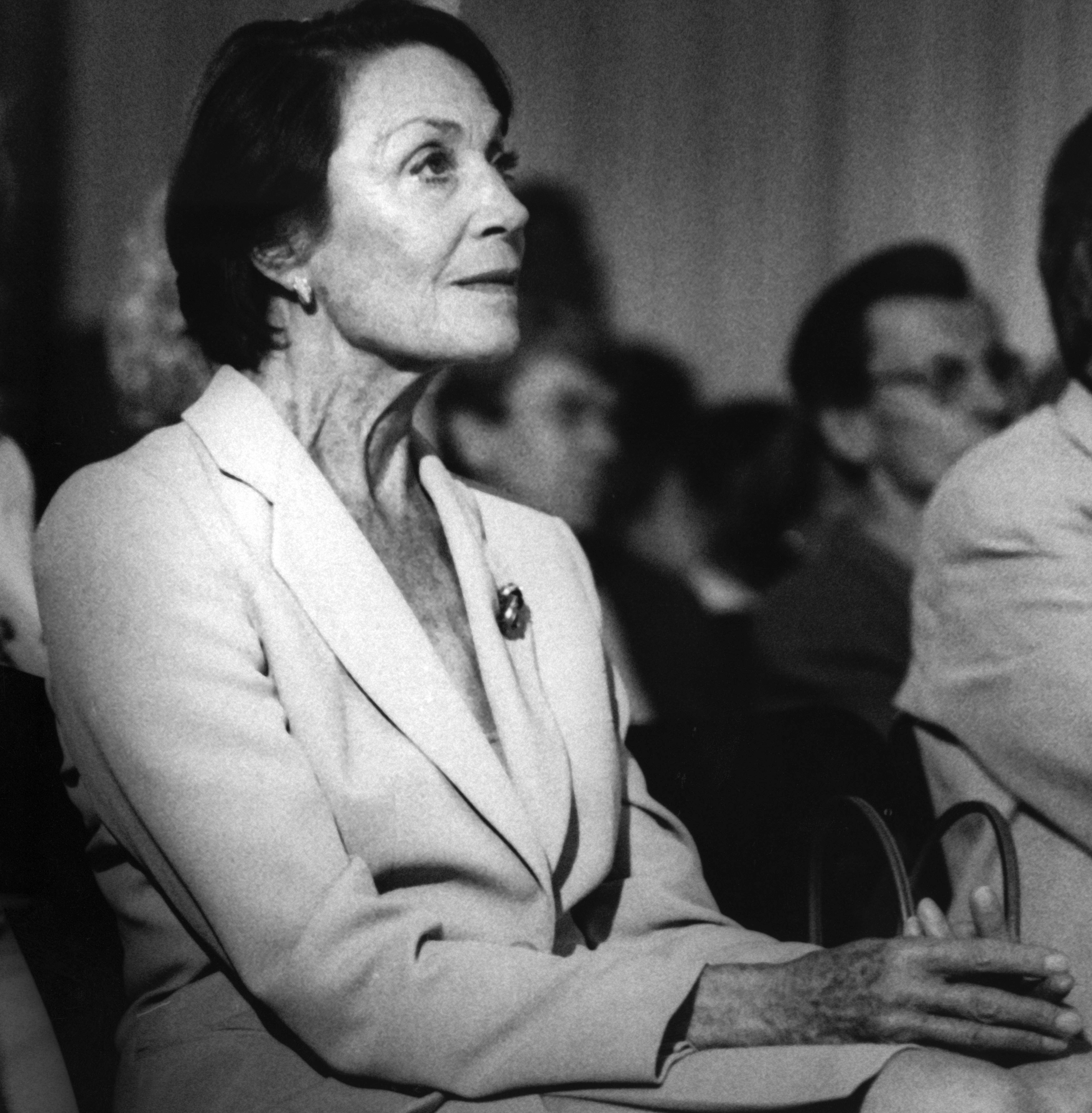
Anneliese Friedmann (1998)

Anneliese Friedmann (* 30. Mai 1927 in Kirchseeon als Anneliese Schuller; † 7. November 2020 in München) war eine deutsche Journalistin, Kolumnistin und Zeitungsverlegerin. Sie war Herausgeber der Abendzeitung und Gesellschafter des Süddeutschen Verlags.

## Leben und Wirken
Anneliese Friedmann wuchs in Freising auf. Schon in ihrer Schulzeit schrieb sie in den Kriegsjahren für das Freisinger Tagblatt. Nach dem Notabitur studierte sie (ohne Abschluss) Kunstgeschichte und Theaterkritik an der Universität München. 1947 besuchte sie den Journalistenkurs von Otto Groth, wo ihr späterer Ehemann Werner Friedmann Lokaljournalismus unterrichtete. Nach einjähriger Ausbildung wurde sie als einzige Frau nach dem Volontariat von der Süddeutschen Zeitung übernommen. In ihrer Bewerbungsarbeit hatte sie den Vornamen nur als Initial angegeben. Bis 1960 gehörte sie der Redaktion an, wo sie unter anderem das Modejournal leitete und unter dem Pseudonym „Sibylle“ eine Kolumne schrieb. Von 1960 bis 1970 hatte sie unter demselben Pseudonym eine Kolumne in der Illustrierten Stern von Henri Nannen; sie schrieb darin über Politik, Gesellschaft, Mode und Stil. Wiederholt verfasste sie dabei auch kritische Beiträge, z. B. für das Recht auf Abtreibung und gegen Franz Josef Strauß.

## Persönliches
Anneliese Friedmann war die Witwe des Zeitungsgründers Werner Friedmann, den sie 1951 geheiratet hatte. Nach dessen Tod 1969 trat sie in den Gesellschafterkreis des Süddeutschen Verlages ein und war jahrelang Herausgeber der Münchner Abendzeitung. In dieser Funktion gilt sie als Vorbild für die Figur der Friederike von Unruh in Helmut Dietls Fernsehserie Kir Royal. Friedmann bestand darauf, als „der Verleger“, also mit dem generischen Maskulinum, bezeichnet zu werden.
Friedmanns Sohn Johannes ist Mitherausgeber der Süddeutschen Zeitung und war ab 1986 Mitherausgeber der Abendzeitung. 
Anneliese Friedmann war mit Eberhard Ebner, dem Verleger der Ulmer Südwest Presse, liiert.
Im November 2020 starb sie im Alter von 93 Jahren in München.

## Auszeichnungen
- Bayerischer Verdienstorden
- Bayerische Staatsmedaille für soziale Verdienste
- 1994: Paul-Klinger-Preis der Deutschen Angestellten-Gewerkschaft, für ihr soziales Engagement
- 1998: Publizistikpreis der Landeshauptstadt München
- 2013: Henri-Nannen-Preis für ihr Lebenswerk[8]

## Romane (Auswahl)
- Komm zurück, Martina (= Eva; 77). Marken, Köln, 1965, DNB 363759018.
- Nimm mir nicht mein Peterle: Frauenroman. Borgsmüller, Münster/Westfalen, 1960, DNB 573141444.
- Georgias Sieg (= Britta-Roman; 328). Hessel, Feucht, 1965, DNB 363759026. 
  - Georgias Sieg (= Der blaue Roman; 768). Arndt, Feucht, 1966, DNB 363759034.
- Ich kam als Waisenkind aufs Schloß (= Sabine; Sonderband 330). Marken, Köln, 1966, DNB 36375900X.